# باتريك جاس
باتريك جاس (بالإنجليزية: Patrick Gass)‏ هو مؤلف وكاتب أمريكي، ولد في 12 يونيو 1771 في فيلادلفيا في الولايات المتحدة، وتوفي في 2 أبريل 1870 في فيرجينيا الغربية في الولايات المتحدة.